# Oberonia diura
Oberonia diura är en orkidéart som beskrevs av Rudolf Schlechter. Oberonia diura ingår i släktet Oberonia och familjen orkidéer. Inga underarter finns listade i Catalogue of Life.